# Ivan Ivanovič Skvorcov-Stepanov
Ivan Ivanovič Skvorcov, noto anche con lo pseudonimo di Ivan Stepanov (Mal'cevo-Brodovo, 8 marzo 1870 – Soči, 8 ottobre 1928), è stato un politico, storico ed economista russo, dal 1922 sovietico.

## Biografia
Insegnante di scuola elementare, aderisce al POSDR nel 1898 e successivamente entra a far parte della fazione bolscevica. Nei primi anni del secolo viene più volte arrestato. Cura con Aleksandr Bogdanov e Vladimir Bazarov una traduzione del Capitale di Marx, uscita tra il 1907 e il 1909, che successivamente Lenin avrebbe giudicato la migliore.
Nel 1911 viene esiliato nella Gubernija di Archangel'sk. Nel 1917 diviene membro dell'ala bolscevica del POSDR e scrive sulla Izvestija del soviet di Mosca e nel quotidiano Sozial-demokrat. Nell'ottobre è membro del comitato militare rivoluzionario moscovita. Dopo la rivoluzione è per breve tempo il primo commissario del popolo alle finanze della Russia socialista. All'inizio del 1918 si schiera contro la conclusione della pace con la Germania, schierandosi nella cosiddetta sinistra comunista. Collabora con la Pravda e con Izvestija, è membro del comitato di redazione del Comunista, organo del comitato centrale del partito (di cui diviene membro nel 1925), e dal 1926 dirige l'Istituto Lenin.
Ateo convinto, porta avanti campagne propagandistiche antireligiose di cui è tra i principali artefici insieme con Emel'jan Jaroslavskij. Sostenitore di Stalin, attraverso la stampa del partito attacca prima Trotskij e poi Zinov'ev e Kamenev.
Muore a Soči l'8 ottobre 1928 di una violenta forma di febbre tifoide. Cremato, le sue ceneri sono conservate presso la necropoli delle mura del Cremlino a Mosca.